# Sandur (Staat)

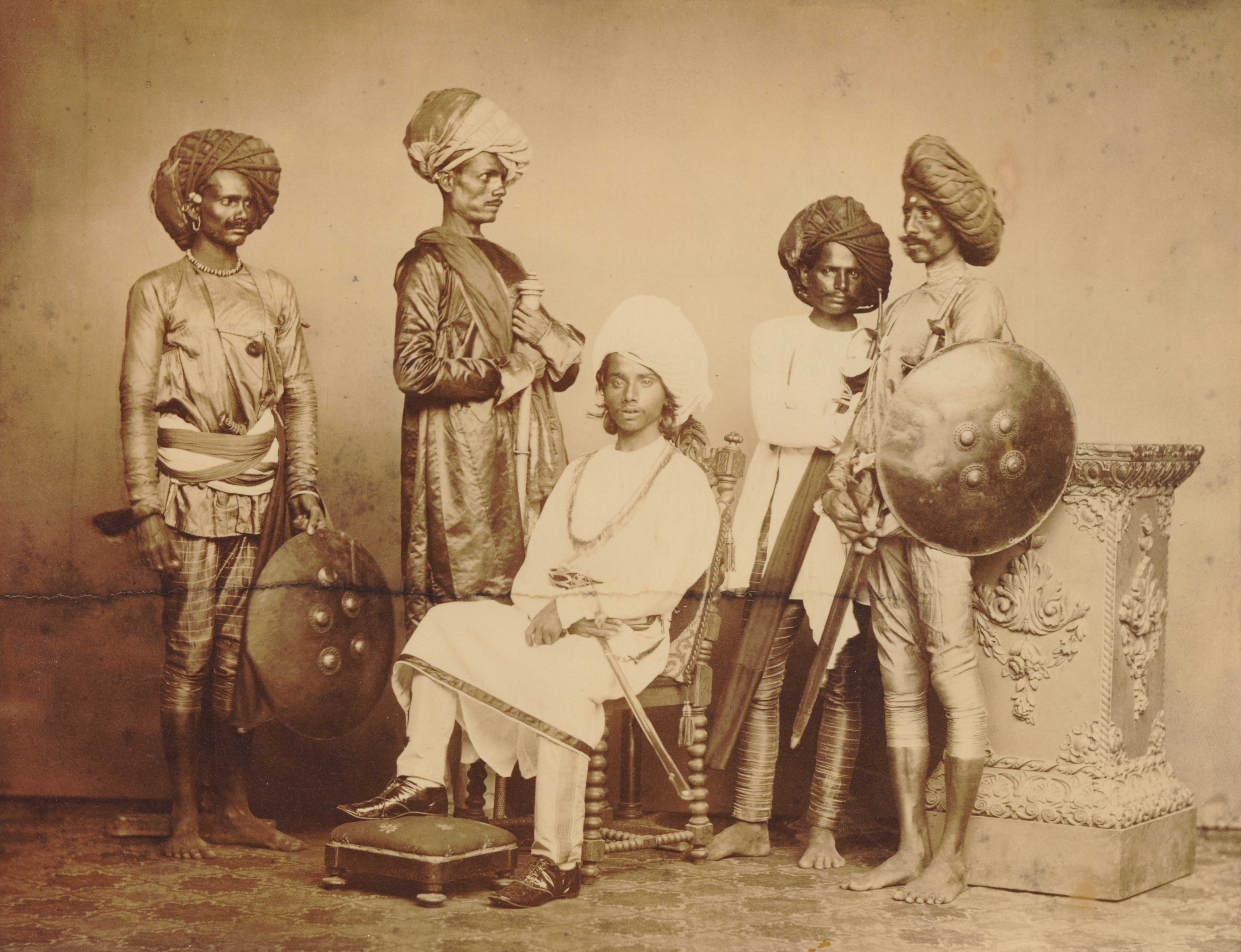
Fürst von Sandur mit Höflingen (ca. 1880)

Sandur war ein Fürstenstaat Britisch-Indiens auf dem Dekkan-Plateau im heutigen Bundesstaat Karnataka. Seine Hauptstadt war Sandur.
Mit einer Fläche von 417 Quadratkilometern und 11.200 Einwohnern (1901) gehörte Sandur zu den kleineren Fürstenstaaten. Der Staat umfasste ein langgestrecktes Tal, das auf beiden Seiten von zwei parallel verlaufenden Bergketten begrenzt wird, und war gänzlich vom Distrikt Bellary (Ballari) der Präsidentschaft Madras umgeben. Der Fürstenstaat Sandur unterstand der Präsidentschaft Madras.
Der Staat Sandur wurde 1713 von einem Marathen-Feldherrn namens Siddoji Rao aus der Ghorpade-Dynastie gegründet. Die Herrscher von Sandur trugen die Titel Hindu Rao und Mamalikat Madar. 1818 wurde Sandur britisches Protektorat. 1876 wurde der Herrscher von Sandur zum Raja erhoben. Nach der indischen Unabhängigkeit vollzog Sandur am 1. April 1949 den Anschluss an Indien und wurde in den Distrikt Bellary des Bundesstaates Madras einverleibt. Zusammen mit diesem kam Sandur 1953 an den Bundesstaat Mysore, der 1956 umformiert und 1973 in Karnataka umbenannt wurde.